# Bomben (1920)
Bomben är en svensk komedifilm i fem akter från 1920 i regi av Rune Carlsten. I huvudrollerna ses Gösta Ekman, Karin Molander och Vilhelm Bryde.

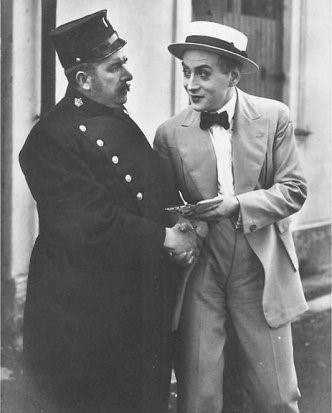
Josua Bengtson (t.v.), Gösta Ekman (t.h.) i scenen Ett beprövat försoningsoffer

## Handling
Ture tror att han har dödat en äldre man efter sin födelsedagsfest.

## Om filmen
Filmen spelades in sommaren 1919 i Skandiaateljén i Långängen, godset Claestorp i Södermanland, Sigtuna, Vaxholm, Stockholm och på Jönköping-Gripenbergs järnväg. Vid premiären den 9 februari 1920 var den tillåten från 15 år, men blev barntillåten den 9 september 1924.

## Rollista
- Gösta Ekman – Ture af Örnefeldt, friherre, lantbrukselev
- Karin Molander – Elsa Wendel
- Vilhelm Bryde – Gabriel Trane, löjtnant
- Lilian Rössel – Bojan Jensen, skådespelerska
- Hugo Tranberg – Josias Svensson, agronom
- Sam Ask – Napoleon Bredberg, kamrer
- Hilda Castegren – fru Bredberg
- Ragnar Arvedson – Lars Morin, kammarskrivare
- Oscar Johanson – Lundh, häradshövding
- Josua Bengtson – Petterson, poliskonstapel
- Emil Hållenius – lanthandlare
- Nils Brambeck – chaufför
- Kurt Welin – lantbrukselev
- Torsten Bergström – lantbrukselev
- Uno Henning – lantbrukselev